# BQS Institut für Qualität & Patientensicherheit
Das BQS Institut für Qualität & Patientensicherheit GmbH seit 2020 mit Sitz in Hamburg ist seit 2011 ein privatwirtschaftliches Unternehmen in Form einer GmbH. Das Unternehmen hat sich auf Qualitätssicherung in der Medizin, insbesondere auf Untersuchungen von medizinischer Versorgungsqualität, sowie Aufbau und Pflege von medizinischen Registern im Auftrag verschiedener Partner im Gesundheitswesen, wie u. a. dem BMG, dem IQTIG, dem G-BA und dem GKV-Spitzenverband spezialisiert und arbeit dabei auch mit anderen Beratungsunternehmen bzw. Gesellschaften wie beispielsweise der Technologie- und Methodenplattform für die vernetzte medizinische Forschung (TMF) sowie dem
Deutschen Netzwerk Versorgungsforschung (DNVF e. V.) zusammen.
Ursprünglich wurde im Jahr 2000 zum 1. Januar 2001 gemäß dem damalig neuen § 137 SGB V durch die Bundesärztekammer, dIe Deutschen Krankenhausgesellschaft, den GKV-Spitzenverband sowie dem Verband der Privaten Krankenversicherung als Einrichtung der Selbstverwaltung die gemeinnützige Bundesprojektgeschäftsstelle Qualitätssicherung (BQS) gegründet. Sie war demnach zunächst im Auftrag des Bundeskuratoriums Qualitätssicherung bzw. der Bundesgeschaäftsstelle Qualitätssicherung gGmbh tätig. Die Tätigkeit nach § 137a SGB V im Auftrag des Gemeinsamen Bundesausschusses endete zum 31. Dezember 2009.

## Geschichte
Das BQS wurde im Jahr 2000 durch die Bundesärztekammer, der Deutschen Krankenhausgesellschaft, den GKV-Spitzenverband sowie dem Verband der Privaten Krankenversicherung als Einrichtung der Selbstverwaltung gegründet und war zunächst im Auftrag des Bundeskuratoriums Qualitätssicherung tätig. Mit dem GKV-Modernisierungsgesetzes am 1. Januar 2004 wurden nach § 91 Abs. 7 SGB V die Aufgaben bei den Regelungen im Bereich der externen Qualitätssicherung (QS) vom Bundeskuratorium an den neuen Gemeinsamen Bundesausschuss (G-BA) übergeben. Der Gemeinsame Bundesausschuss beauftragte dann 2005 die BQS die datengestützte externe Qualitätssicherung für alle deutschen Krankenhäuser durchzuführen.
Mit dem GKV-Wettbewerbsstärkungsgesetz von 2007 wurde der Gemeinsame Bundesausschuss nach § 137a SGB V allerdings verpflichtet, eine fachlich unabhängige Institution zur Messung und Darstellung der Qualität der medizinischen Versorgung zu beauftragen. Bei der europaweiten Ausschreibung unterlag die BQS dann jedoch und die Tätigkeit nach § 137a SGB V im Auftrag des Gemeinsamen Bundesausschusses endete zum 31. Dezember 2009. Ab 1. Januar 2010 übernahm das AQUA – Institut für angewandte Qualitätsförderung und Forschung im Gesundheitswesen GmbH mit Sitz in Göttingen die Aufgaben. Gegen die Vergabe klagte die BQS vor dem Landessozialgericht Nordrhein-Westfalen (LSG) in Essen, die diese im August 2009 abwies. Die Geschäftsstelle benannte sich daraufhin um in BQS Institut für Qualität und Patientensicherheit GmbH und erweiterte das Leistungsspektrum. Geschäftsführer von 2007 bis 2015 war Christof Veit; sein Vorgänger war Volker Mohr.
Am 9. Januar 2015 wurde die Gründung des Instituts für Qualitätssicherung und Transparenz im Gesundheitswesen (IQTIG) von den Partnern der Selbstverwaltung im Gesundheitswesen und dem Bundesministerium für Gesundheit umgesetzt (nach vorheriger Verabschiedung des GKV-Finanzstruktur- und Qualitäts-Weiterentwicklungsgesetzes (GKV-FQWG) 2014). Als Leiter wurde Christof Veit bestellt. Letztlich führte dies zur wohl größten Veränderung im Laufe der Entwicklung der BQS:
- Im September 2015 übernahm anaQuestra Schweiz mit Sitz in Greppen/Luzern und der anaQuestra in Berlin die Anteile an der BQS. Die Geschäftsführung übernahm Kurt M. Lang. Die anaQuestra in Berlin führt Zufriedenheitsbefragungen durch, mit der sie in einer Vielzahl deutscher Kliniken und Klinikgruppen die Bereiche Medizin, Qualität sowie Risikomanagement unterstützt.
- Anfang 2016 übernahm das BQS-Institut das operative Geschäft des Marktforschungsunternehmens Picker-Institut Deutschland gGmbH, Hamburg,(nach Harvey Picker, 1915–2008). Seit 2018 ist das BQS Institut darüber hinaus Entwicklungspartner des Picker-Instituts Europe, Oxford.

## Gesellschafter

### Gesellschafter 2001 bis 2015
- Bundesärztekammer – Arbeitsgemeinschaft der deutschen Ärztekammern,
- Deutsche Krankenhausgesellschaft e.V.,
- Bundesverbände der Krankenkassen
  - AOK-Bundesverband
  - Bundesverband der Betriebskrankenkassen,
  - Spitzenverband der landwirtschaftlichen Sozialversicherung,
  - Deutsche Rentenversicherung Knappschaft-Bahn-See,
  - Verband der Ersatzkassen,
- Verband der Privaten Krankenversicherung

### Gesellschafter ab dem Jahr 2015
Alleiniger Gesellschafter ist seit dem Jahr 2015 das Unternehmen „anaQuestra“.

## Tätigkeitsfelder ab dem Jahr 2010

### Gutachten, Beratung und Befragungen
- Das Unternehmen ist u. a. gutachterlich tätig für das Bundesministerium für Gesundheit (BMG) und den Gemeinsamen Bundesausschuss (G-BA). Auch veröffentlicht das BQS unter anderem wissenschaftliche Gutachten zur medizinischen und pflegerischen Qualität in Krankenhäusern, es erhält dazu nach eigenen Angaben Daten von knapp 20 Prozent der stationären Behandlungsfälle.
- Darüber hinaus koordiniert das BQS die Arbeit von Verbänden und Institutionen auf Bundesebene und in den Bundesländern, Herstellern von Krankenhausanwendungssoftware im Krankenhaus und Anwendern in den Krankenhäusern, Arztpraxen und anderen Einrichtungen in der Gesundheitsversorgung.
- Das BQS besitzt ferner nach eigenen Angaben eine besondere Kompetenz in der Entwicklung von Befragungsinstrumenten. Ein Schwerpunkt im Bereich umfassender Evaluationsprojekte wie Studien/Gutachten, Messverfahren wie dem QS-Reha-Verfahren oder auch im Bereich der Picker-Befragungen. In diesem Zusammenhang hat das BQS besondere Technologieplattformen entwickelt, um nicht nur indikationsorientierte, sehr individuelle Befragungen mit großen Stichproben umsetzen zu können, sondern bietet darüber hinaus seinen Kunden verschiedene dynamische Berichtsportale.

### Medizinische Register in Deutschland
Laut der "AG Register" innerhalb des Deutschen Netzwerks Versorgungsforschung (DNVF) gehören Medizinische Register zu den wichtigen Werkzeugen der Versorgungsforschung. Demnach dienen sie u. a. der Verbesserung und Überprüfung etablierter Verfahren in der Routineversorgung sowie der Erforschung des Einsatzes neuer Therapien. So erfolgte für die AG Register u. a. eine BMBF-Fördermaßnahme unter dem Titel "Aufbau modellhafter Register in der Versorgungsforschung", wo Vorlagen für Forschungsprotokolle eines Registers ("Registerprotokoll") sowie für den Merkmalskatalog eines Registers erarbeitet wurden. Daneben hat auch insbesondere das BQS z. B. im Jahr 2021 ein sehr ausführliches Registergutachten für das BMG erstellt.

#### Betrieb und Weiterentwicklung
Das BQS entwickelt und betreibt medizinische Register inklusive einer Datenbank der medizinischen Register in Deutschland. Dabei bietet das BQS mit Stand Anfang 2025 nach eigenen Angaben diese „vom BMG geförderte und vom BQS Institut weiterbetriebene Registerdatenbank einen einmaligen Überblick über die“ Landschaft der deutschen Medizinregister. Dabei kann dort derzeit in über 400 Einträgen nach medizinischen Registern in verschiedenen Fachrichtungen und Indikationen gesucht werden. Darunter befinden sich beispielsweise das deutsche Krebsregister, das Covid 19-Autopsien-Register, das Implantateregister, das Transplantationsregister, Register bzgl. Seltenen Krankheiten sowie seitens genomDE etc.

#### Auswertungen
Schwerpunkte der Tätigkeit sind medizinische und pflegerische Themen, statistische Methoden, Informationstechnik zum Datenmanagement, Darstellung und Bewertung von Ergebnissen, Unterstützung der Anwender und Durchführung des strukturierten Dialoges im indirekten Verfahren.
Die BQS moderiert hierbei die Arbeit der Fachgruppen und Projektgruppen, unterstützt die Datenerfassung und Datenübermittlung durch Entwickeln von Spezifikationen für Datensätze, Plausibilitätsregeln und Exportformate. Sie nimmt dokumentierte Datensätze entgegen, prüft diese auf Plausibilität und Vollständigkeit der Daten, führt Auswertungen der qualitätsrelevanten Daten zu definierten Leistungsbereichen durch und erstellt Berichte über die Qualitätssituation in der Versorgung.

#### BQS-Zielsetzung für die Register
Das BQS empfiehlt seit Jahren, all die Medizinischen Register in Deutschland so weiter zu entwickeln, dass sie inhaltlich verknüpft und auswertbar gemacht werden:
- Beispielhaft ist dafür ein Gutachten des BQS aus dem Jahr 2023, das sie diesbezüglich gemeinsam mit der Technologie- und Methodenplattform für die vernetzte medizinische Forschung (TMF)[3] im Jahr 2023 gemacht hat.
- Dieser Standpunkt des BQS entspricht zudem ganz augenscheinlich der Perspektive, die sich auch der Verband Forschender Arzneimittelhersteller (vfa) für all die medizinischen Register in Deutschland wünscht.[13]

Auf der 15. QS-Konferenz des G-BA in Berlin im November 2024 referierte das BQS Überlegungen für ein zu schaffendes Registergesetz im Rahmen der medizinischen Registerlandschaft in Deutschland.